# Trichogalumna vietnamica
Trichogalumna vietnamica är en kvalsterart som beskrevs av Sandór Mahunka 1987. Trichogalumna vietnamica ingår i släktet Trichogalumna och familjen Galumnidae. Inga underarter finns listade i Catalogue of Life.